# Rue Brunneval
La rue Brunneval  est une voie  historique du centre-ville de Troyes, dans le département français de l'Aube

## Situation et accès
Elle s'étend de la rue de la Monnaie à la rue du Palais de Justice.

## Historique
Anciennement « rue de la Levrette » elle prend son nom actuel en 1851. 

## Bâtiments remarquables et lieux de mémoire
- La synagogue de Troyes,
- l'institut Salomon Rachi.